# Cor Klinkert
Cornelis (Cor) Klinkert (Amsterdam, 19 februari 1898 - ? ) was een Nederlands danser en dansleraar in het grootste deel van de 20e eeuw.
Zijn loopbaan begon in de handel bij een tabakshandelaar. In 1918 moest hij opkomen voor militaire dienstplicht. Rond die tijd nam het dansen zijn leven over. Na zijn dienstplicht opende hij een dansschool. Op 25 mei 1921 trouwde hij met handelaarsdochter Elisabeth Christina Helena Stam. In 1932 haalde hij prijzen in danswedstrijden voor beroepsdansers  in Nice en Lugano. In de jaren dertig was hij ook voor twee jaar woonachtig in de Verenigde Staten.
Hij bracht het dansen in Nederland rond de Tweede Wereldoorlog naar een hoger peil. Hij gaf daarbij lessen in het gebouw Stadhouderskade 152 (1930-1938) te Amsterdam (Cor Klinkert’s Dansinstituut). In 1936 was hij de organisator van het Danskampioenschap in het plaatselijke Carlton Hotel. Cor Klinkert zat echter in de verkeerde wijk in Amsterdam. Hijzelf was lid van de Nationaal-Socialistische Beweging, terwijl aan diezelfde kade nogal wat Joden woonde. Klinkert maakte zichzelf niet populairder door mee te werken aan arisering van de dansscholen. Tijdens kerst 1941 verscheen van hem een artikel in het antisemitische blad De Misthoorn. Na de oorlog begon hij eenzelfde dansstudio te Rotterdam (Voorschoterlaan 114, Cor Klinkert’s Danspaviljoen).
Hij gaf ook boekwerken uit inzake het dansen. Er verscheen van hem het boekwerkje "Schriftelijke danslessen met instructie voor carioca, tango, slowfox, quickstep en Weense wals/Engelse wals". Hij had de nieuwe wijze van dansen gezien en uitgevoerd in de Verenigde Staten. Hij was verbonden aan Cinema & Theater.
Hij danste zelf ook met danspartner en assistente Liesje van Santen in Nice en Parijs. Ze waren lid van dansbewegingen in Engeland (Imperial Society of teachers of dancing), Duitsland (Reichsverband zur Pflege des Gesellschafttanzes) en de Verenigde Staten (Dancing Masters of America). Zij had een dansstudio in de Leidsestraat. Liesje Santen is nog voor het nageslacht bewaard gebleven via de film Blokkade.
Na zijn dansperiode verdween hij uit beeld. In 1968 probeerde hij nog enige zomerwoningen in Torredembarra te verkopen. Op 10 april 1988 is hij als 90-jarige slachtoffer geworden van dezelfde criminelen die achter de Kralingse Bosmoorden zitten. Hij wordt geslagen, gestompt en in een kast opgesloten. Hij lag als gevolg van de mishandeling negentien dagen in het Dijkzichtziekenhuis en dorst niet meer naar huis. In 2014 was er een reünie van mensen die ooit les van hem hebben gehad.